# 파리 메트로 2호선
파리 메트로 2호선(Ligne 2 du Métro de Paris)은 파리교통공단(RATP)이 운영하는 파리 메트로의 노선으로 노선색은 청색이다. 파리 서부의 포르트 도팽(Porte Dauphine)역에서 파리 시내 북부를 돌아 동부의 나시옹(Nation)역에 이르는 전장 12.4km의 노선이다.

## 연혁
1898년의 메트로 정비계획에서는 B선으로써 옛 성벽터를 지나 파리 시내를 순환하는 순환선으로 정해져 있었다. 또 최초의 개통구간이기도 한 포르트 도팽(Porte Dauphine)∼샤를 드 골-에투알(Charles de Gaulle-Étoile)간은 A선(현 1호선)의 일부로 규정되어 있었다. 이 구간은 1호선이 포르트 마이요(Porte Maillot) 방면으로 연장되면서 2호선으로 편입되어, 2호선은 환상운전을 포기하고 북부2호선과 남부2호선으로 분할되기에 이르렀다.
건설은 서쪽으로부터 이루어져 1903년에 모든 구간이 개통되었다. 이는 모든 노선 중에서 가장 오래된 수치이다. 아울러 1907년 10월 14일에 남부2호선이 정식으로 2호선으로부터 분리되어 5호선에 편입되어 북부2호선이 2호선이 되었다.
2호선은 대부분 지하구간이나, 바르베-로셰슈아르(Barbès-Rochechouart)역 근처에서 콜로넬 파비앙(Colonel Fabien)역 근처까지의 약2km는 고가구간으로, 이 구간에서 북역, 동역에서 나오는 철도와 생 마르탱 운하를 넘어간다.
- 1900년 12월 13일 : 포르트 도팽(Porte Dauphine)∼샤를 드 골-에투알(Charles de Gaulle-Étoile)간 개통
- 1903년 1월 31일 : 샤를 드 골-에투알∼바뇰레(Bagnolet, 현재의 알렉상드르 뒤마(Alexandre Dumas))간 연장개통
- 1903년 4월 2일 : 바뇰레(Bagnolet)∼나시옹(Nation)간 연장개통.
- 1903년 8월 10일 : 전기회로 합선에 의한 열차 화재가 발생하여 84명이 사망.

## 차량

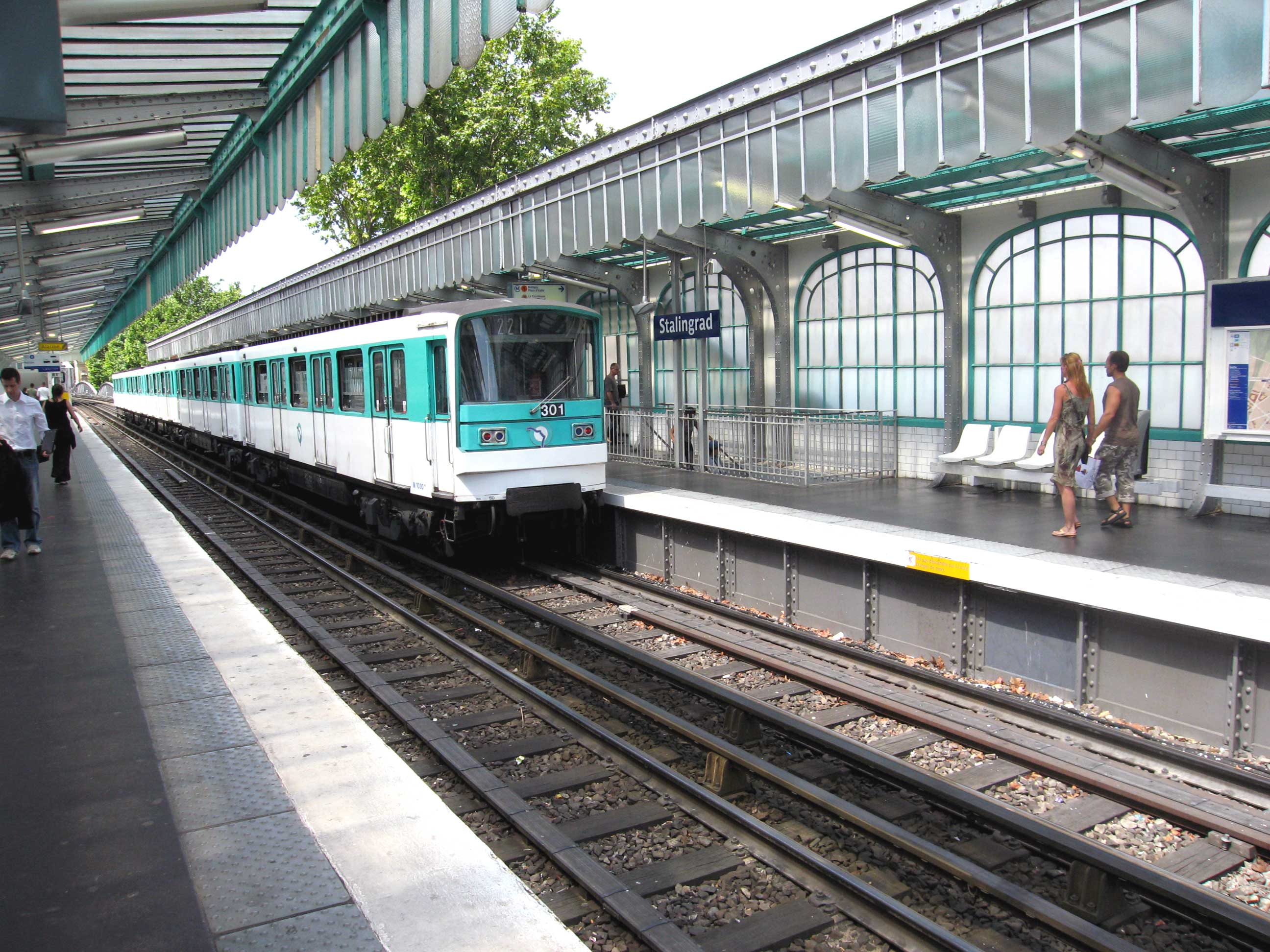
스탈린그라드 역으로 진입중인 MF 67

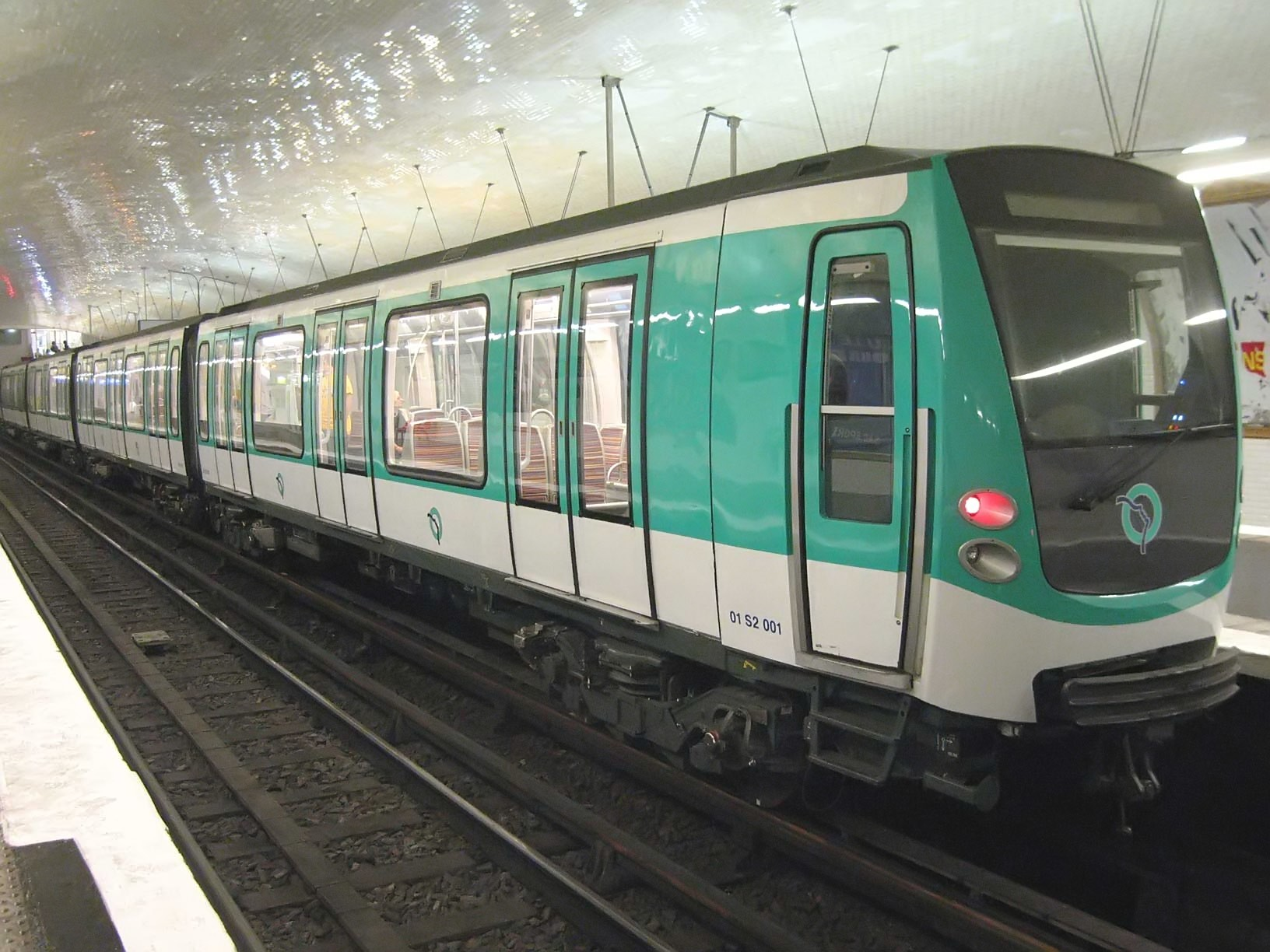
신예차량 MF 2000

1979년 이래로 MF 67형이, 그리고 2006년 12월 20일부터는 전력 소비가 대폭 줄어든(MF 67에 비해 70% 정도) 최신예 차량인 MF 2000형이 투입되어 운행되고 있다.
MF 67형은 18m급의 4비차이며 차량간의 왕래는 비상시를 제외하면 불가능한 구조로, 2호선의 MF 67은 Mc-T-M-T-Mc의 5량 편성으로 되어 있다.
한편 MF 2000형은 2010년까지 총45개 편성이 투입되어 MF 67을 구축할 예정으로, 15m급의 3비차이며 MF 67과는 달리 차량간의 왕래가 자유롭다. 열차의 편성은 Tc-M-M-M-Tc의 5량 편성으로 되어 있다. 2호선 외에 5호선과 9호선에도 투입될 예정이며, MF 2000의 투입으로 남는 MF 67의 일부는 7bis호선으로 전출될 예정이다.
차량기지는 나시옹 역 동쪽에 있는 샤론느(Charonne) 기지가 사용되고 있으며 중검수는 7호선의 슈와시(Choisy) 기지에서 이뤄진다.

## 노선도 및 정거장

노선도

### 역 목록
2호선 역 목록은 서쪽에서 동쪽 순으로 분류하였다.
|  |   |  | 역명(한국어)      | 역명(라디)                                    | 좌표                                                              | 소재지                                     | 연결 노선                                                                                                 |
|  | - |  | ----------------- | --------------------------------------------- | ----------------------------------------------------------------- | ------------------------------------------ | --- |
|  | o |  | 포르트 도팽       | Porte Dauphine Maréchal de Lattre de Tassigny | 북위 48° 52′ 17″ 동경 2° 16′ 36″ / 북위 48.87139° 동경 2.27667°   | 파리 16구                                  | RER 선 · RER C선                                                                                          |
|  | o |  | 빅토르 위고       | Victor Hugo                                   | 북위 48° 52′ 11″ 동경 2° 17′ 06″ / 북위 48.86972° 동경 2.28500°   | 파리 16구                                  | |
|  | o |  | 샤를 드 골-에투알 | Charles de Gaulle - Étoile                    | 북위 48° 52′ 25″ 동경 2° 17′ 40″ / 북위 48.87361° 동경 2.29444°   | 파리 8구, 파리 16구, 파리 17구             | 파리 메트로 · 파리 메트로 Line 1호선 · 파리 메트로 Line 6호선 · RER 선 · RER A선                          |
|  | o |  | 테르네            | Ternes                                        | 북위 48° 52′ 40″ 동경 2° 17′ 55″ / 북위 48.87778° 동경 2.29861°   | 파리 8구, 파리 17구                        | |
|  | o |  | 쿠르셀            | Courcelles                                    | 북위 48° 52′ 45″ 동경 2° 18′ 15″ / 북위 48.87917° 동경 2.30417°   | 파리 8구, 파리 17구                        | |
|  | o |  | 몽소              | Monceau                                       | 북위 48° 52′ 48″ 동경 2° 18′ 30″ / 북위 48.88000° 동경 2.30833°   | 파리 8구, 파리 17구                        | |
|  | o |  | 비예르            | Villiers                                      | 북위 48° 52′ 52″ 동경 2° 18′ 54″ / 북위 48.88113° 동경 2.314867°  | 파리 8구, 파리 17구                        | 파리 메트로 · 파리 메트로 Line 3호선                                                                      |
|  | o |  | 롬                | Rome                                          | 북위 48° 52′ 57″ 동경 2° 19′ 19″ / 북위 48.882425° 동경 2.322052° | 파리 8구, 파리 17구                        | |
|  | o |  | 플라스 드 클리시  | Place de Clichy                               | 북위 48° 53′ 02″ 동경 2° 19′ 39″ / 북위 48.88389° 동경 2.32750°   | 파리 8구, 파리 9구, 파리 17구, 파리 18구   | 파리 메트로 · 파리 메트로 Line 13호선                                                                     |
|  | o |  | 블랑슈            | Blanche                                       | 북위 48° 53′ 00″ 동경 2° 20′ 01″ / 북위 48.883459° 동경 2.333703° | 파리 9구, 파리 18구                        | |
|  | o |  | 피걀              | Pigalle                                       | 북위 48° 52′ 56″ 동경 2° 20′ 15″ / 북위 48.882255° 동경 2.337573° | 파리 9구, 파리 18구                        | 파리 메트로 · 파리 메트로 Line 12호선                                                                     |
|  | o |  | 앙베르            | Anvers Sacré-Cœur                             | 북위 48° 52′ 59″ 동경 2° 20′ 41″ / 북위 48.883007° 동경 2.344849° | 파리 9구, 파리 18구                        | 몽마르트르 강삭철도                                                                                       |
|  | o |  | 바르베-로셰슈아르 | Barbès - Rochechouart                         | 북위 48° 53′ 01″ 동경 2° 21′ 02″ / 북위 48.88361° 동경 2.35056°   | 파리 9구, 파리 10구, 파리 18구             | 파리 메트로 · 파리 메트로 Line 4호선                                                                      |
|  | o |  | 라 샤펠           | La Chapelle                                   | 북위 48° 53′ 04″ 동경 2° 21′ 37″ / 북위 48.884411° 동경 2.360288° | 파리 10구, 파리 18구                       | TER 피카르디 장거리 노선                                                                                  |
|  | o |  | 스탈린그라드      | Stalingrad                                    | 북위 48° 53′ 03″ 동경 2° 21′ 57″ / 북위 48.88429° 동경 2.36586°   | 파리 10구, 파리 19구                       | 파리 메트로 · 파리 메트로 Line 5호선 · 파리 메트로 Line 7호선                                             |
|  | o |  | 조레스            | Jaurès                                        | 북위 48° 52′ 59″ 동경 2° 22′ 14″ / 북위 48.88292° 동경 2.37067°   | 파리 10구, 파리 19구                       | 파리 메트로 · 파리 메트로 Line 5호선 · 파리 메트로 Line 7bis호선                                          |
|  | o |  | 콜로넬 파비앙     | Colonel Fabien                                | 북위 48° 52′ 38″ 동경 2° 22′ 16″ / 북위 48.877136° 동경 2.37116°  | 파리 10구, 파리 19구                       | |
|  | o |  | 벨빌              | Belleville                                    | 북위 48° 52′ 19″ 동경 2° 22′ 37″ / 북위 48.872083° 동경 2.376947° | 파리 10구, 파리 11구, 파리 19구, 파리 20구 | 파리 메트로 · 파리 메트로 Line 11호선                                                                     |
|  | o |  | 쿠론느            | Couronnes                                     | 북위 48° 52′ 10″ 동경 2° 22′ 47″ / 북위 48.869521° 동경 2.379861° | 파리 11구, 파리 20구                       | |
|  | o |  | 메닐몽탕          | Ménilmontant                                  | 북위 48° 51′ 58″ 동경 2° 23′ 01″ / 북위 48.866248° 동경 2.383618° | 파리 11구, 파리 20구                       | |
|  | o |  | 페르 라셰즈       | Père Lachaise                                 | 북위 48° 51′ 47″ 동경 2° 23′ 15″ / 북위 48.862921° 동경 2.387388° | 파리 11구, 파리 20구                       | 파리 메트로 · 파리 메트로 Line 3호선                                                                      |
|  | o |  | 필립 오귀스트     | Philippe Auguste                              | 북위 48° 51′ 29″ 동경 2° 23′ 27″ / 북위 48.858021° 동경 2.390938° | 파리 11구, 파리 20구                       | |
|  | o |  | 알렉상드르 뒤마   | Alexandre Dumas                               | 북위 48° 51′ 21″ 동경 2° 23′ 41″ / 북위 48.855907° 동경 2.39479°  | 파리 11구, 파리 20구                       | |
|  | o |  | 아브론            | Avron                                         | 북위 48° 51′ 07″ 동경 2° 23′ 52″ / 북위 48.85194° 동경 2.397863°  | 파리 11구, 파리 20구                       | |
|  | o |  | 나시옹            | Nation                                        | 북위 48° 50′ 54″ 동경 2° 23′ 45″ / 북위 48.848389° 동경 2.3958°   | 파리 11구, 파리 12구                       | 파리 메트로 · 파리 메트로 Line 1호선 · 파리 메트로 Line 6호선 · 파리 메트로 Line 9호선 · RER 선 · RER A선 |

(굵은 글씨의 역은 특정 통행의 시종착역으로 사용된다.)

## 역 상세 정보
- 포르트 도팽(Porte Dauphine)
  - 회차는 루프선을 통해 이루어진다. RER C선의 아브뉘 포쉬(Avenue Foch)역과 연결되어 있어 환승가능.
- 빅토르 위고(Victor Hugo)
  - 원래의 승강장은 급곡선에 위치하여 안전상 문제가 있어 1931년에 현재로 위치로 이설되었고 구 승강장은 창고 등으로 사용되고 있다. 또, 빅토르 위고∼샤를 드 골-에투알 사이에 1호선과의 연결선이 있었으나, 현재는 선로가 철거되고 터널만 남아 있다.
- 샤를 드 골-에투알(Charles de Gaulle-Étoile)
  - 접속노선 :  ■1호선, ■6호선,  ■A선
  - 개통시의 역명은 에투알(Étoile)로 1970년 2월에 지상의 광장이 개칭되면서 현재의 역명으로 개칭되었다.
- 테르네(Ternes)
- 쿠르셀(Courcelles)
- 몽소(Monceau)
  - 몽소 공원이 인근에 있다.

- 비예르(Villiers)
  - 접속노선 :  ■3호선
- 롬(Rome)

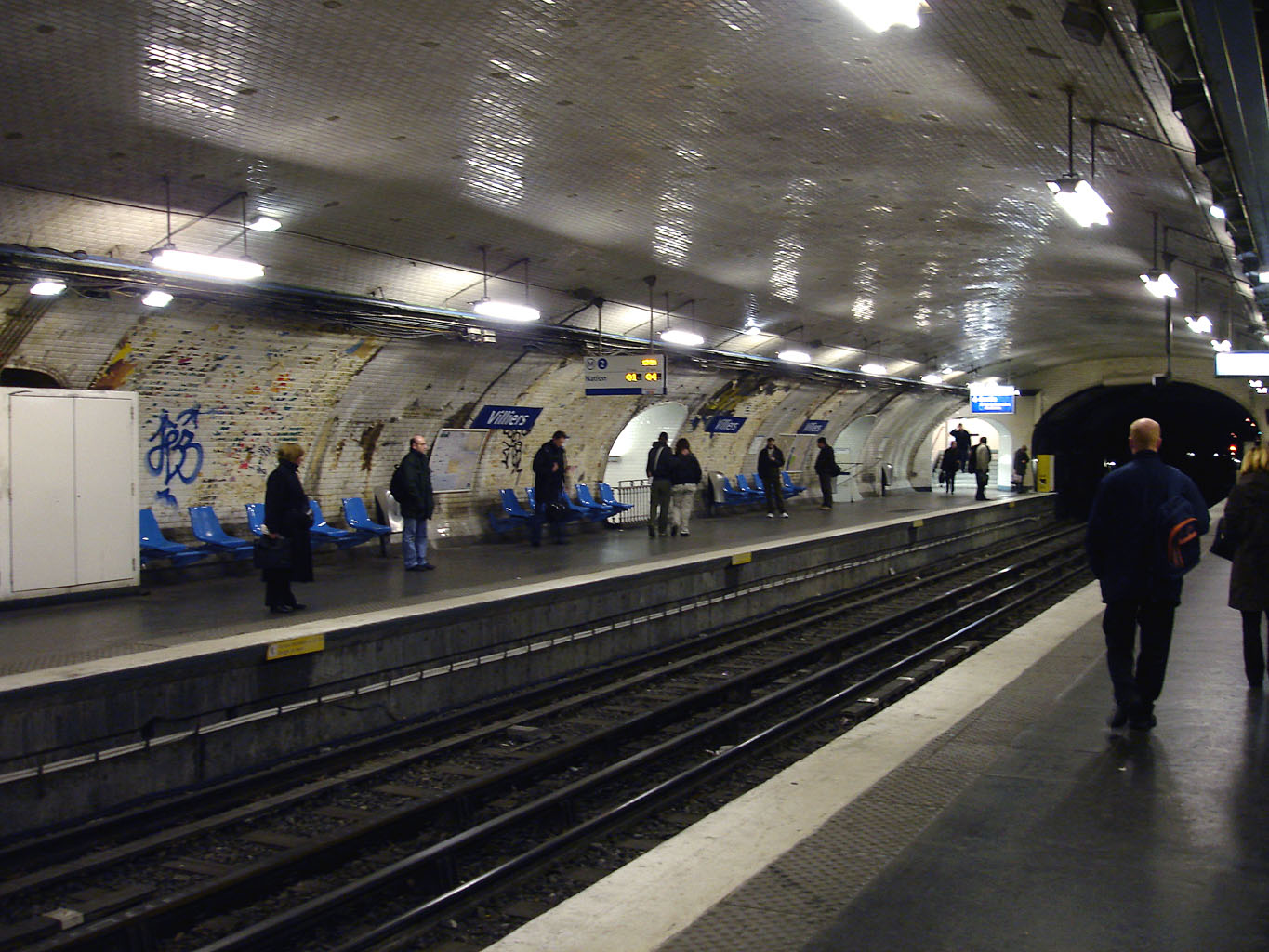
비예르 역의 2호선 승강장

  - 북역에서 나온 철도와 교차하는 곳에 위치.
- 플라스 드 클리시(Place de Clichy)
  - 접속노선 :  ■13호선
- 블랑슈(Blanche)
  - 이 역에서 다음의 피걀 역까지의 구간은 파리 최대의 환락가이자 홍등가이다.
- 피걀(Pigalle)
  - 접속노선 :  ■12호선
- 앙베르(Anvers)
  - 접속노선 : 몽마르트르 강삭선
  - 역 동쪽에서 4호선, 5호선과의 연결선이 분기된다.

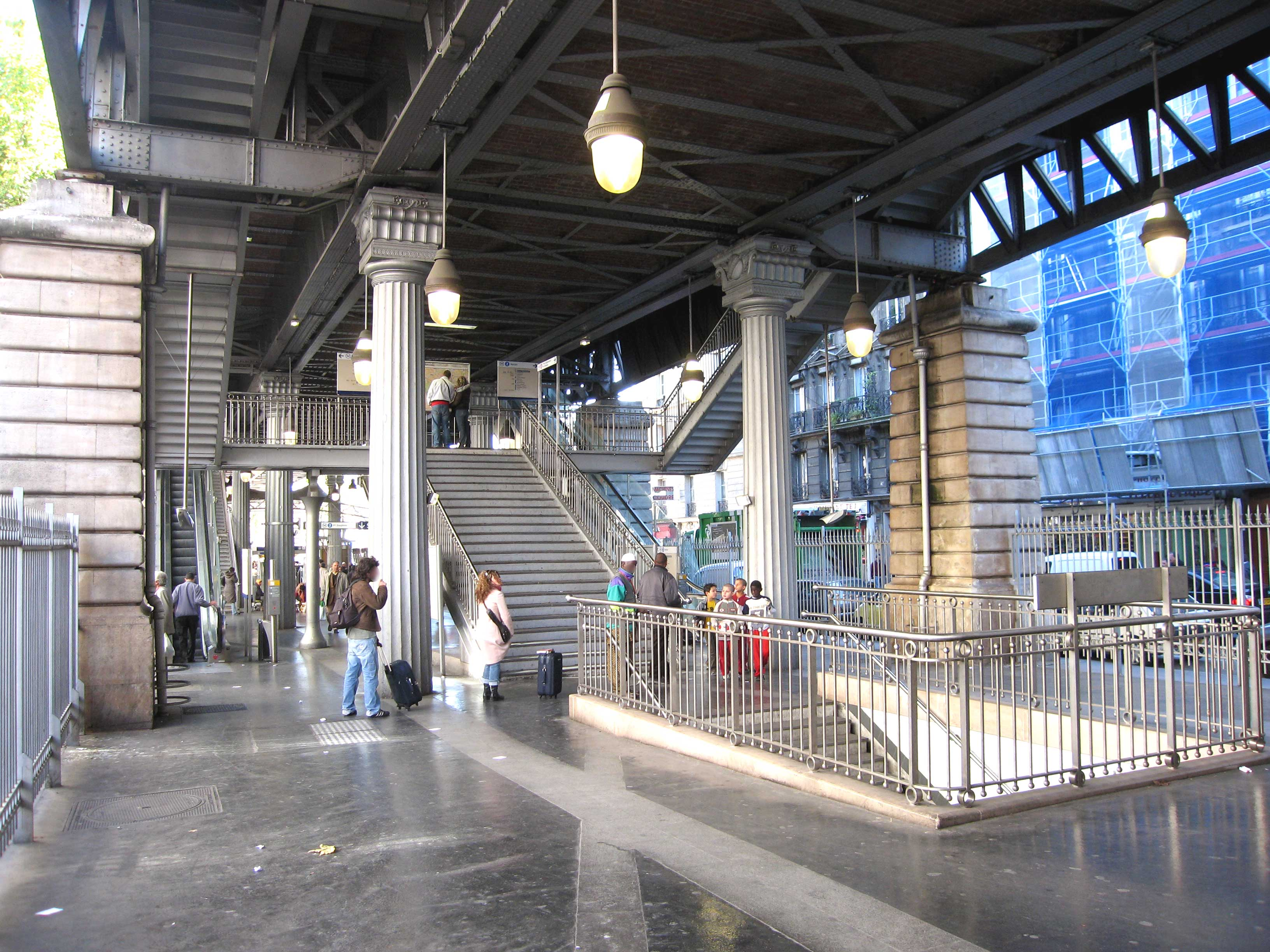
바르베-로셰슈아르 역 환승통로

- 바르베-로셰슈아르(Barbès-Rochechouart)
  - 접속노선 :  ■4호선
  - 개통시의 역명은 불르바르 바르베(Boulevard Barbès)로 1907년 10월15일에 현재의 역명으로 바뀌었다.
- 라 샤펠(La Chapelle)
  - RER B, D선의 파리 북역, RER E선의 마정타(Magenta)역과 연결되어 있어 환승 가능.
- 스탈린그라드(Stalingrad)
  - 접속노선 :  ■5호선, ■7호선
  - 개통시에는 2호선의 역이 오베르빌리에(Aubervilliers), 7호선의 역이 불르바르 드 라 빌레트(Boulevard de la Villette)역으로 각각 존재하고 있었으나 1942년 10월에 5호선이 연장되면서 두 역이 하나로 통합되어 "오베르빌리에-불르바르 드 라 빌레트"로 개칭되었고[1], 1946년 2월 10일에 재차 현재의 역명으로 바뀌었다.
- 조레스(Jaurès)
  - 접속노선 :  ■7bis호선
  - 개통시의 역명은 뤼달르마뉴(Rue d'Allemagne)였으나 1914년 8월1일에 바로 전날 암살된 정치인 장 조레스(Jean Jaurès)의 이름을 딴 현재의 역명으로 바뀌었다.

- 콜로넬 파비앙(Colonel Fabien)
  - 개통시의 역명은 콩바(Combat)로 1945년 8월19일에 현재의 역명으로 바뀌었다. 원래 역 지상의 광장의 이름(Place du Combat)을 딴 이름이었으나 해당 광장의 명칭이 2차대전 시기에 활약한 레지스탕스 활동가이자 공산주의자인 피에르 죠르쥬(Pierre Georges)의 별명을 딴 것으로 바뀌자 그에 맞춰 개칭되었다. 프랑스 공산당의 중앙당사에서 가장 가까운 역이기도 하다.
- 벨빌(Belleville)
  - 접속노선 :  ■11호선
- 쿠론느(Couronnes)
  - 1903년의 열차화재사고의 주된 현장으로 사망자 84명 중 75명이 이 역에서 발생되었다.
- 메닐몽탕(Ménilmontant)
- 페르 라셰즈(Père Lachaise)
  - 접속노선 :  ■3호선
  - 페르 라셰즈∼필립 오귀스트 사이에서 3호선과의 연결선이 분기된다.
- 필립 오귀스트(Philippe Auguste)
- 알렉상드르 뒤마(Alexandre Dumas)
  - 개통시의 역명은 바뇰레(Bagnolet)로 1970년 9월13일에 현재의 역명으로 바뀌었다.
- 아브론(Avron)
- 나시옹(Nation)
  - 접속노선 : ■1호선, ■6호선, ■9호선,  ■A선
  - 회차용의 루프선 도중에 승강장이 위치해 있다. 또, 역 동쪽에 유치선을 겸한, 차량기지로의 연결선이 , 그리고 서쪽으로 1호선, 9호선과의 연결선이 분기된다.

## 같이 보기
- 파리 (프랑스)
- 지하철 목록

## 참고 문헌
- Jean Tricoire, Un Siècle de Métro en 14 Lignes: De Bienvenüe à Météor, 제3판, La Vie du Rail, 2004년, ISBN 2-915034-32-X.